# Kloster Mariental (Mariental)

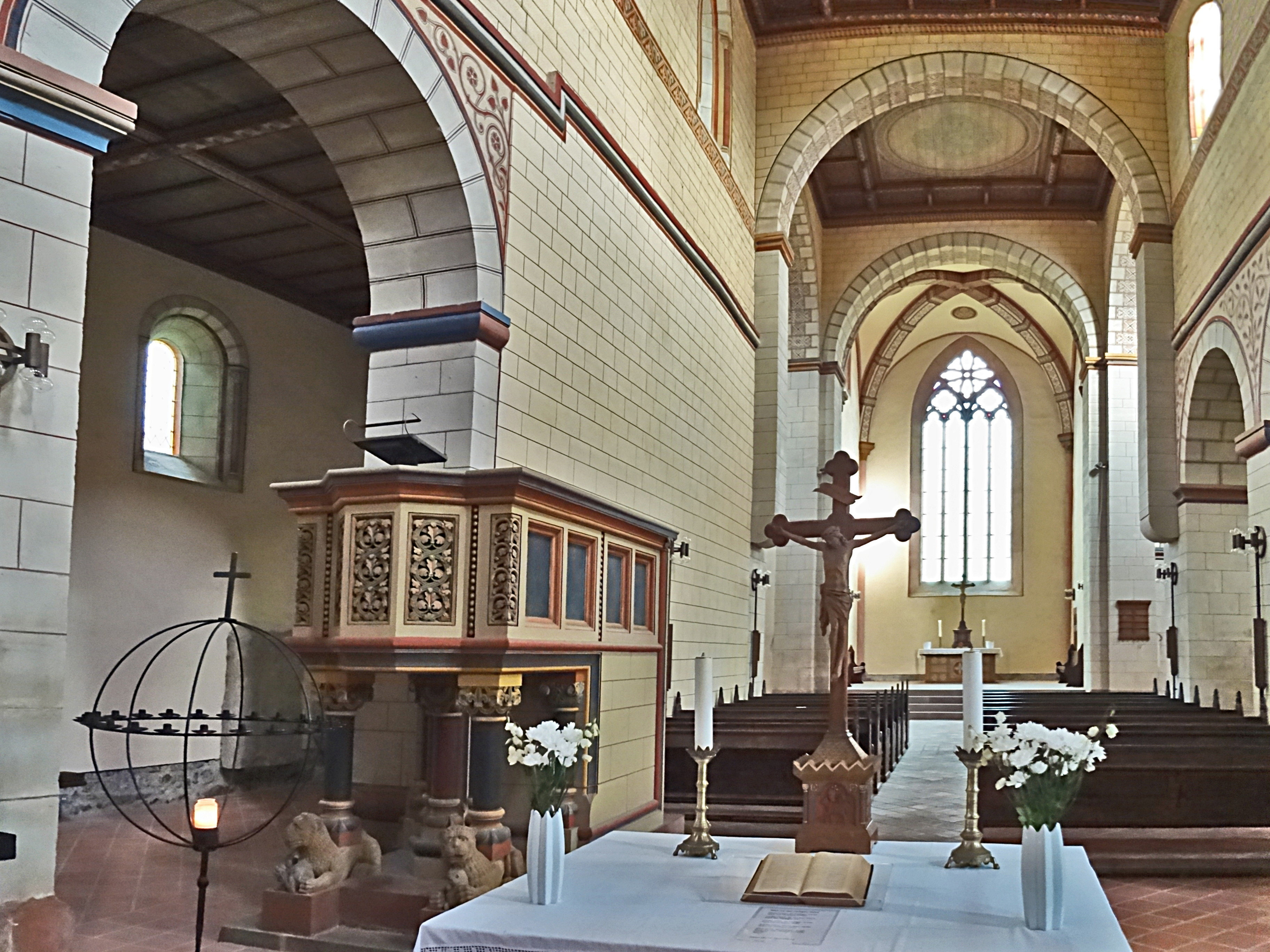
Kanzel und Altarbereich

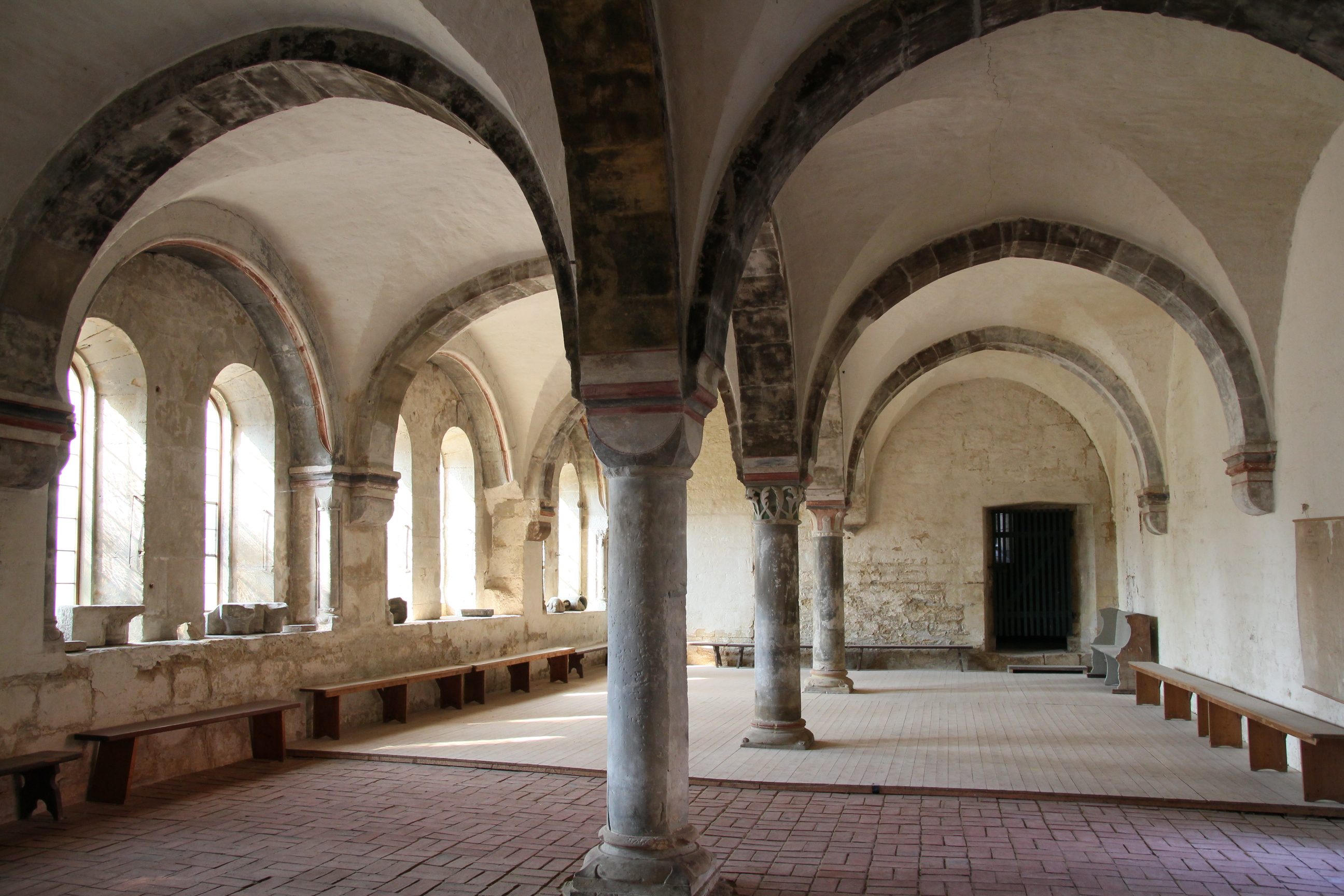
Laien-Refektorium

Das ehemalige Kloster Mariental in der Gemeinde Mariental, ebenso wie Kloster Marienberg bei Helmstedt gelegen, wurde 1138 durch Pfalzgraf Friedrich II. von Sommerschenburg als Zisterzienserkloster gegründet und gehört zur Altenberger Filiation.

## Geschichte
Anfangs bewohnte Abt Bodo aus dem Kloster Amelungsborn das Kloster zusammen mit zwölf Mönchen aus Altenberg bei Köln. 1179 endete das Geschlecht derer von Sommerschenburg, und das Kloster mit seinen Besitzungen fiel größtenteils in die Hände Heinrichs des Löwen.
Nach einem wirtschaftlichen Aufschwung (Klosterländereien erstreckten sich bis nach Magdeburg, Jüterbog und Braunschweig) begann Ende des 14. Jahrhunderts der Niedergang. Im Jahr 1569 endet die zisterziensische Klostergeschichte. Nach der Reformation beherbergte das Kloster von 1542 bis 1745 eine evangelische Klosterschule und ein Lehrerseminar, das jedoch 1773 nach Helmstedt verlegt wurde. Eigentümer wurde der 1569 gegründete Braunschweigische Vereinigte Kloster- und Studienfonds.

## Bauten und Anlage
Die Klosterkirche ist eine dreischiffige Pfeilerbasilika mit Querhaus und geradem Chorschluss. Sie zeigt romanische und gotische Stilformen. Das achtachsige Langhaus und das Querhaus sind flachgedeckt. Die quadratischen Seitenkapellen des Chors wurden ebenso wie die später am südlichen Querhausarm hinzugefügten Seitenkapellen abgebrochen. Die beiden Ostjoche des nördlichen Seitenschiffs sind gegen das Mittelschiff und das Querhaus durch Mauern abgetrennt. Das südliche Seitenschiff liegt eine Stufe tiefer als das Mittelschiff. Der Chor besitzt ein Bandrippengewölbe.
Die Klausur liegt südlich der Kirche. Der Kreuzgang wurde im Jahr 1840 abgebrochen. Erhalten sind der Ostflügel mit dem quadratischen, neunjochigen Kapitelsaal, der Kapelle und einem quadratischen Saal mit Mittelstütze sowie im Obergeschoss dem im Spätmittelalter in Einzelzellen aufgeteilten Dormitorium sowie der Westflügel mit dem siebenjochigen Laienrefektorium. Der Verbindungsgang zum Südschiff der Kirche wurde im 14. Jahrhundert nach Westen erweitert und bildet den Zugang zur kreuzgratgewölbten Kapelle der Familie von Alvensleben.
Heute ist die Anlage mit der dazugehörigen landwirtschaftlichen Domäne Eigentum der Stiftung Braunschweigischer Kulturbesitz; die Klosterkirche gehört der evangelischen Kirchengemeinde Mariental.

## Beisetzungen
- Joachim Karl (1573–1615), Dompropst zu Straßburg, ab 1608 Hofhaltung in Calvörde.[1]

## Orgel
Die Orgel auf der Westempore mit einem historisierenden Freipfeifenprospekt wurde 1890 von der Orgelbaufirma P. Furtwängler & Hammer erbaut. Das grundtönig disponierte Kegelladen-Instrument hat 18 Register auf zwei Manualen und Pedal. Die Trakturen sind mechanisch. Nach mehreren Umbauten wurde das Instrument 2002 von Orgelbaumeister Christoph Grefe, Ilsede, grundlegend restauriert.
| I Hauptwerk C–f3 |               |       |
| 1.               | Bordun        | 16′   |
| 2.               | Prinzipal     | 8′    |
| 3.               | Hohlflbte     | 8′    |
| 4.               | Gamba         | 8′    |
| 5.               | Octave        | 4′    |
| 6.               | Flöte         | 4′    |
| 7.               | Quinte        | 2 ⁄3′ |
| 8.               | Oktave        | 2′    |
| 9.               | Mixtur II-III |       |

| II Nebenwerk C–f3 |                   |    |
| 10.               | Lieblich Gedackt  | 8′ |
| 11.               | Geigend Prinzipal | 8′ |
| 12.               | Salicional        | 8′ |
| 13.               | Gemshorn          | 4′ |

| Pedal C–d1 |               |     |
| 14.        | Prinzipalbass | 16′ |
| 15.        | Subbass       | 16′ |
| 16.        | Oktavbass     | 8′  |
| 17.        | Cello         | 8′  |
| 18.        | Posaune       | 16′ |

- Koppeln: II/I, I/P

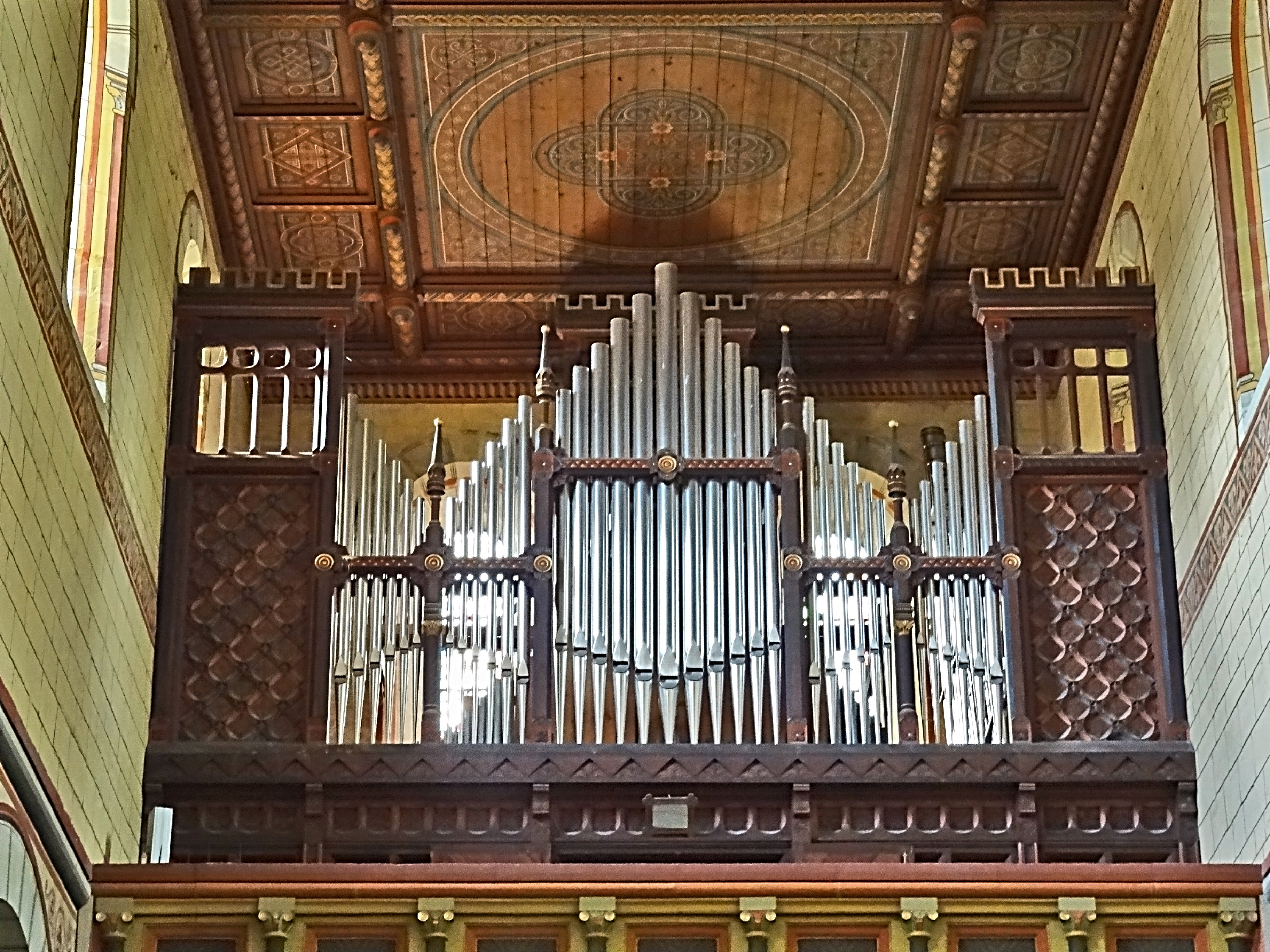
Furtwängler & Hammer-Orgel

- Spielhilfen: Kalkantenruf, Evakuant, Pleno-Tritt

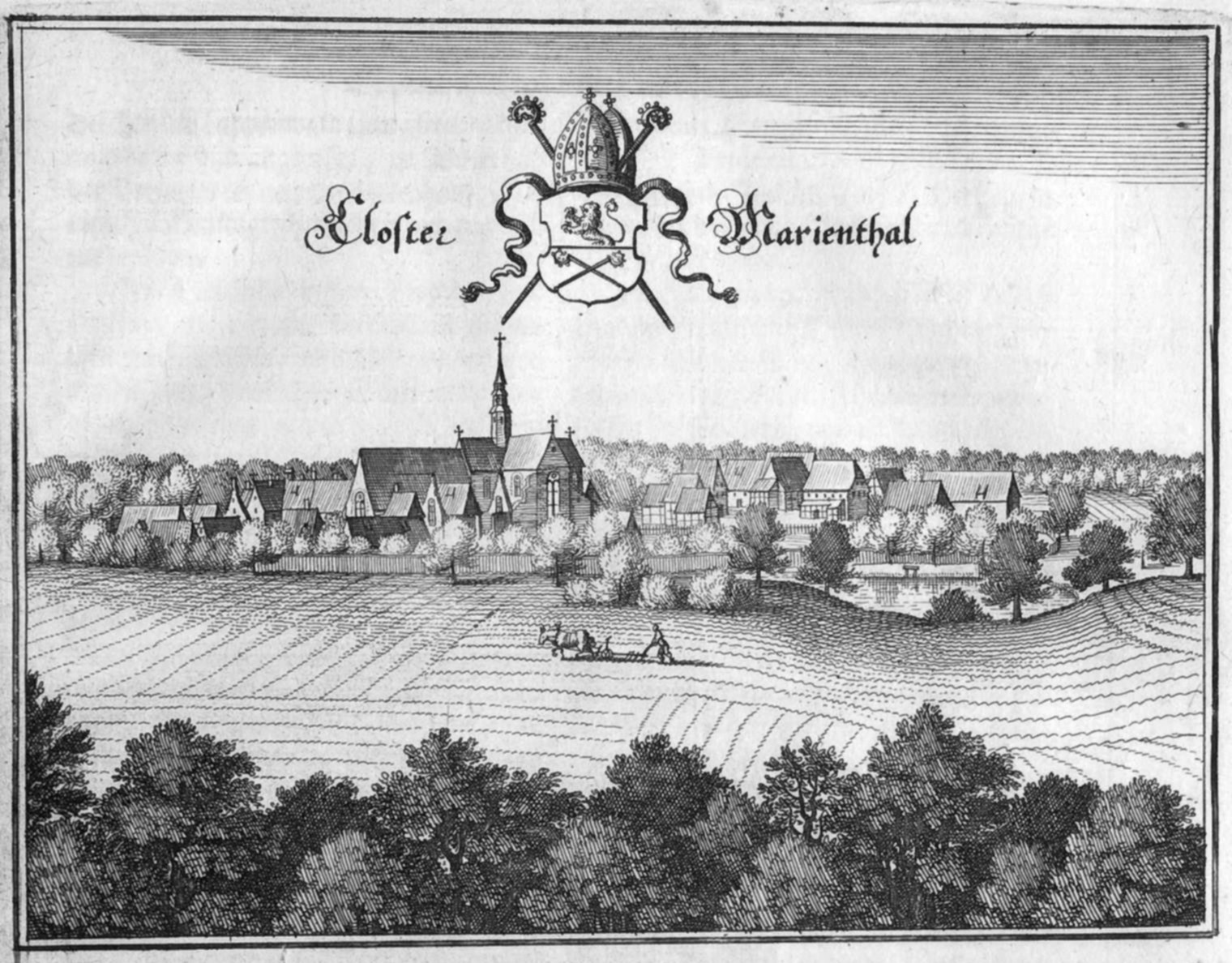
Merian-Stich um 1654